# わたしの城下町
「わたしの城下町」（わたしのじょうかまち）は、1971年4月25日にワーナー・ブラザース・パイオニア（現：ワーナーミュージック・ジャパン）から発売された小柳ルミ子の1枚目のシングルである。

## 概要・背景
「みんなの恋人」というキャッチフレーズを持ってデビューした小柳ルミ子のデビュー・シングル。国鉄キャンペーン「ディスカバー・ジャパン」の流行も手伝い、デビュー・シングルながらオリコンチャートでは、その後通算12週にわたって週間1位を独走した。なおこの記録は2023年現在、ソロの女性歌手では歴代1位の記録である。
順調にセールスを重ねた結果、1971年の年間シングルチャートの第1位となった。また翌1972年の年間シングルチャートに至っても第45位にランクされている。1971年暮れの音楽賞レースでは6月に「17才」でデビューの南沙織とともに『第2回日本歌謡大賞』の放送音楽新人賞や『第13回日本レコード大賞』の最優秀新人賞など数々の新人賞を受賞している。
大晦日には『第22回NHK紅白歌合戦』に初出場。同じく初出場の南沙織と11月デビューの天地真理とともに、翌1972年ごろからは1970年代の "三人娘" と称されるに至った。
次作「お祭りの夜」とは7週間同時にベストテンにランクされ、その後「わたしの城下町」「お祭りの夜」「雪あかりの町」の3作で、連続40週間のベストテン入りを記録している。 
女優の加賀まりこが安井かずみの作詞制作場面に立ち会っていた、というエピソードがNHKの音楽番組内で紹介されたことがある。その番組によると、歌詞は20分程度で完成したという。また、加賀が本楽曲の歌いだし部分についてその場である指摘をしたが却下された、とも紹介されている。
作曲を担当した平尾昌晃によると、曲のモデルとして、イメージしたのは諏訪高島城と上諏訪の街だという。

## 収録曲
- 全曲作曲：平尾昌晃／編曲：森岡賢一郎

1. わたしの城下町
作詞：安井かずみ
2. 木彫りの人形
作詞：山上路夫

## カバーしたアーティスト
- ザ・ピーナッツ - 「華麗なる ザ・ピーナッツの世界 50年だよピーナッツ!」/「ザ・ピーナッツ カヴァーヒッツ」に収録。
- 石川さゆり - 「デビューアルバム」に収録。
- 大川栄策 - 2008年、アルバム「エンカのチカラ -SONG IS LIFE 70's-」に収録。
- あべ静江 - 「コーヒーショップで／みずいろの手紙」に収録。
- アイク・コール - ナット・キング・コールの弟で、日本の演歌をカバーしたジャズシンガー。外国でのタイトルも『WATASHI NO JOKAMACHI』。日本語で歌っている。